# NGC 2430
NGC 2430 – grupa gwiazd znajdująca się w gwiazdozbiorze Rufy, prawdopodobnie gromada otwarta. Odkrył ją William Herschel 31 grudnia 1785 roku. Znajduje się w odległości ok. 2120 lat świetlnych od Słońca.